# Opération Dropshot

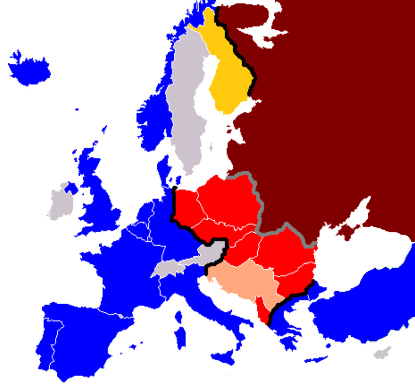
Division de l'Europe en deux blocs rivaux, séparés par le rideau de fer.

L'opération Dropshot était un plan militaire américain mis au point par le Strategic Air Command en 1949 au début de la guerre froide. Il visait à anticiper une possible guerre avec l'Union soviétique par une attaque massive devant détruire une centaine de villes russes et incluant tant le recours à des bombes nucléaires qu'aux armes conventionnelles,. Ce plan reposait notamment sur l'usage du nouveau bombardier intercontinental B-36, qui rendait possible un bombardement d'envergure en URSS. Ce plan n'a pas été adopté formellement par le département de la Défense, mais reste « sur la table » jusqu'en 1951.